# 柳家三亀坊
柳家 三亀坊（やなぎや みきぼう、1900年6月11日 - 1982年5月9日）は、立体紙芝居芸人、ヴァイオリン漫談家。本名・大橋璋。

## 経歴
山口県萩市の生まれ、父は医者であった。兄が早くに大阪に上京し活動弁士になる。自身もそれに憧れ、大正初期に松木狂郎の門下で弁士になるも1年ほどで父に故郷山口に連れ戻され、家業の医者を継ぐように言われ、中学に入学。
卒業後、東京に上京し明治大学の予科練に入学。道楽が高じて流しの法界屋でヴァイオリン芸で金を稼ぐようになる。そのため学業もおろそかになり、父からの仕送りも減り退学。本格的に流しの芸人に転向、ヴァイオリンにハーモニカを取り付け演奏しながらハーモニカを吹いたり弁士の真似、時事ネタの漫談芸を始める。1922年にそれを見た当時人気だった落語家の初代柳家三語楼の一座に見いだされ、当時売り出し中の女道楽の千葉琴月の因んで都家琴月の名を貰う。
その後関東大震災で震災し大阪に移りまた流しを始める。たまたま料亭で散財していたらそこの仲居が吉本で蝿取り珍芸で売っていた立花家扇遊のおかみさんだったため誘われて吉本に立花家狐遊の名で入る。吉本入ってからは当時流行っていた新聞小説の記事及びそこに描かれていた挿絵を題材に立体紙芝居を創始。珍しい芸だったのでたちまち人気を得る。そのころ寄席を何軒も掛持ちした。ある日他の興行主の誘いで吉本に内緒で仕事を入れたために吉本を退社。旅巡業に出るようになる。北は北海道、南は九州、また満州の果てまで巡業。
1936年子供の学業のために大阪に戻るも吉本には拾って貰えなかったが、兄弟子であった柳家三亀松に拾われ柳家三亀坊の名で再出発する。
戦時中は和歌山に疎開。戦後は歌謡歌手の小畑実、村田英雄、島倉千代子らと地方を回る。この頃はヴァイオリンを使った時事小唄、替え歌などで行なった。1960年ころに引退。引退後は和歌山で悠々自適の隠居生活をしていたが、70年代に入り桂米朝によって和朗亭に出演、立体紙芝居を再び披露し始める。
1982年に心不全で死去。
立体紙芝居は三亀坊と親交のあった桂米朝が道具を譲り受け、その弟子の桂米平が現在演じる。また同じような芸風に文の家都枝・七五三がいた。

## 参照
- 上方芸人誌 桂米朝 朝日新聞社